# L'architettura del medioevo in Sardegna
L'architettura del Medioevo in Sardegna è un saggio di storia dell'architettura  di Raffaello Delogu, pubblicato nel 1953 dalla Libreria dello stato ed è considerato la sua opera principale.
Per la rigorosità scientifica e la puntualità critica il testo fu da subito giudicato di grande valore.
Nel 1956, su proposta unanime di una commissione composta fra gli altri da Giulio Carlo Argan, Roberto Pane, Bruno Zevi e Carlo Ludovico Ragghianti, al libro fu conferito a Venezia il Premio Nazionale Olivetti di Architettura e Urbanistica per la critica.

## Storia editoriale
Il libro fu pubblicato come primo volume di una collana, edita dal Ministero della pubblica istruzione, con il titolo di Architetture regionali d'Italia, con lo scopo di illustrare il patrimonio architettonico delle regioni con le proprie peculiarità. Così apparve il primo vero studio sistematico e organico sull'architettura del medioevo sardo.

## Contenuto
Il testo segue l'evolversi dell'intero corso storico a partire dai monumenti tardoantichi e bizantini fino a quelli protoromanici e romanici incluse le prime manifestazioni della cultura gotica, quest'ultima di estrazione italiana escludendo la più tarda catalana, in Sardegna.

## Struttura
L'opera è suddivisa nei seguenti quattordici capitoli:
1. I monumenti paleocristiani;
2. I monumenti dell'alto medio evo;
3. Le chiese vittorine del meridione della Sardegna;
4. L'architettura romanica arcaica nel settentrione della Sardegna
5. Il maestro del S. Gavino di Porto Torres e la sua influenza;
6. Il maestro di Ardara e la sua cerchia;
7. La cattedrale di S. Giusta e la sua influenza;
8. Le chiese cistercensi;
9. Riflessi dell'architettura di Pisa, Lucca e Pistoia nella seconda metà del secolo XII ed agli inizi del Duecento;
10. Maestranze arabe in chiese minori della seconda metà del Duecento;
11. Anselmo da Como;
12. Monumenti gotici;
13. Monumenti minori del Trecento;
14. Artisti ed artigiani nell'architettura medievale della Sardegns;

## Edizioni
- Raffaello Delogu, L'architettura del medioevo in Sardegna, anastatica, Sassari, Delfino, 1988.